# 貘頭獸下目
貘頭獸下目（Tapinocephalia）是獸孔目恐頭獸亞目的主要演化支之一。與安蒂歐獸類與冠鱷獸科不同，貘頭獸類的化石主要來自非洲，只有烏勒米龍獸來自俄羅斯。貘頭獸下目主要形成兩個演化支：戟頭獸與偉鱷獸科、以及貘頭獸科。早期貘頭獸類有肉食性與雜食性動物，例如偉鱷獸科。偉鱷獸科是有長尾巴的掠食動物，獵食其他草食性獸孔目動物。晚期的貘頭獸類是草食性動物。貘頭獸類有堅硬的頭部，可能用牠們的厚頭顱骨來以頭部互相碰撞。有些物種有角狀物，有些則沒有。最著名的貘頭獸類是麝足獸、貘頭獸、以及偉鱷獸。